# Boro Modi Bane
Boro Modi Bane (Namensvariante: Boro Sambari Sasu) ist eine Ortschaft im westafrikanischen Staat Gambia.
Nach einer Berechnung für das Jahr 2013 leben dort etwa 228 Einwohner, das Ergebnis der letzten veröffentlichten Volkszählung von 1993 betrug 165.

## Geographie
Boro Modi Bane liegt am nördlichen Ufer des Gambia-Flusses, in der Upper River Region Distrikt Wuli. Der Ort liegt rund 1,8 Kilometer nördlich von Boro Kanda Kassy entfernt.